# Paul A. Rubens
Paul Alfred Rubens, né à Kensington (Londres) le 29 avril 1875 et décédé à Falmouth le 5 février 1917 est un auteur-compositeur et librettiste anglais qui a écrit quelques-unes des comédies musicales édouardiennes  les plus populaires du début du XXe siècle. Il a contribué à la réussite de plusieurs dizaines de comédies musicales.

## Biographie et œuvre
Né à Kensington, à Londres, Paul Rubens est le fils aîné d'un courtier juive d'origine allemande, Victor Rubens, et Jenny, née Wallach. Il fréquente d'abord le Winchester College avant d'étudier, de 1895 à 1897, le droit à l'University College, à Oxford. Il commence à écrire des chansons pour des spectacles scolaires dès l'âge de 10.
Paul Rubens fournit les paroles et les mélodies pour un certain nombre de comédies musicales à succès des années 1890, en commençant par The Little Chinchilla dans la célèbre comédie musicaleThe Girl Shop (1894), chanté par Ellaline Terriss au Gaiety Theatre de Londres. Rubens est un mélodiste de talent, mais, manquant de formation musicale, il ne réalise pas les arrangements lui-même. Dans les années qui suivent, il écrit des chansons pour Arthur Roberts dans Dandy Dan the Lifeguardsman (1898, There's Just a Something Missing); Milord Sir Smith; Little Miss Nobody (Trixie of Upper Tooting, A Wee Little Bit of a Thing Like That, We'll Just Sit Out, et The People All Come to See Us); enfin pour San Toy (1899, Me Gettee Outee Velly Quick) pour le producteur George Edwardes. Au cours de la même année, il écrit la pièce Young Mr Yarde (1898, avec Harold Ellis) et co-écrit un vaudeville, Great Caesar (1899, avec George Grossmith Jr.), qui sont créés dans le West End. Ce sont deux échecs.
En 1899, il écrit des chansons pour L'amour mouillé, mais surtout pour le grand succès international Florodora, qui lui apporte la renommée. Le producteur George Edwardes lui demande d'écrire des chansons additionnelles pour The Messenger Boy (1900), The Toreador (1901), A Country Girl (1902), The Girl from Kays (1902), The School Girl (1903), The Cingalee (1904) et The Blue Moon (1905). 
Pendant cette période, Rubens compose aussi la musique de scène pour la production de 1901 de Twelfth Night (La Nuit des rois) au His Majesty's Theatre.  Il écrit des chansons pour The Medal and the Maid (1902) et The School Girl (1903). Edwardes donne à Rubens l'occasion d'écrire le livret, les lyrics et une partie de la musique de Three Little Maids (1902), qui obtient un grand succès londonien et international. Lady Madcap (1904) et Mr. Popple of Ippleton (1905), des comédies musicales plus élaborées seront montées en Amérique avec des chansons de Jerome Kern.
Frank Curzon embauche ensuite Rubens pour écrire les paroles et chansons de comédies musicales mettant en vedette son épouse, Isabel Jay (qui avait déjà joué dans deux des spectacles de Rubens), au Prince of Wales Theatre, avec des ensembles exotiques, des costumes sophistiqués et de nombreuses « chorus girls ». La première est  Miss Hook of Holland, en 1907, qui sera le succès le plus durable de Rubens. En raison de la progression de la tuberculose qui le ronge, il a besoin de l'aide du directeur Austen Hurgon pour terminer le livret. Rubens et Hurgon écrivent ensemble la décevante My Mimosa Maid (1908) et le plus apprécié Dear Little Denmark (1909).
Après avoir écrit des chansons qui ont fait leur chemin dans plusieurs spectacles de Broadway, Rubens collabore à un certain nombre de spectacles, la plupart du temps avec succès, à commencer par The Balkan Princess de Curzon en 1910 (un succès international, mettant également en vedette Isabel Jay). Il retourne dans les théâtres d'Edwardes, où le départ d'Ivan Caryll lui donne la chance d'écrire les chansons de The Sunshine Girl (1912), The Girl from Utah (1913), After the Girl (1914), Tina et Betty (1915), enfin  The Happy Day (1916). Son œuvre la meilleure et la plus populaire de ces années est Tonight's the Night (1914) dont il écrit les lyrics et mélodies. Après le déclenchement de la Première Guerre mondiale, Rubens écrit une chanson de recrutement : « Your King and Country Want You » que Vesta Tilley a souvent interprétée. Les chansons de Rubens sont encore connues au moins dans les années 1920, notamment The Gondola and the Girl tirée de la production d'Irene Bordoni's de Little Miss Bluebeard (1924).
Paul Rubens a rencontré l'actrice Phyllis Dare dans The Sunshine Girl, et il écrit un certain nombre de chansons pour elle. Ils entament une relation et, finalement, se sont fiancés, mais Rubens qui a subi de graves problèmes de santé pendant pratiquement toute sa carrière, est trop malade pour se marier, et le couple se sépare.
Il se retire alors en Cornouailles, à Falmouth , où il meurt de tuberculose, à l'âge de 41 ans.

## Source de traduction
- (en) Cet article est partiellement ou en totalité issu de l’article de Wikipédia en anglais intitulé « Paul Rubens (composer) » (voir la liste des auteurs).